# Royce White
Royce Alexander White (ur. 10 lipca 1991 roku w Minneapolis w stanie Minnesota) – amerykański zawodowy koszykarz, występujący na pozycji silnego skrzydłowego. Od 28 czerwca 2012 roku zawodnik Houston Rockets. Karierę koszykarską rozpoczął podczas studiów na uniwersytecie Iowa State. Po ukończeniu studiów zgłosił się do draftu NBA 2012, w którym to został wybrany z numerem 16 przez Houston Rockets.
13 listopada 2012 został zesłany przez władze klubu do filialnego zespołu Rio Grande Valley Vipers, występującego w lidze NBDL.